# 20e arrondissement de Paris

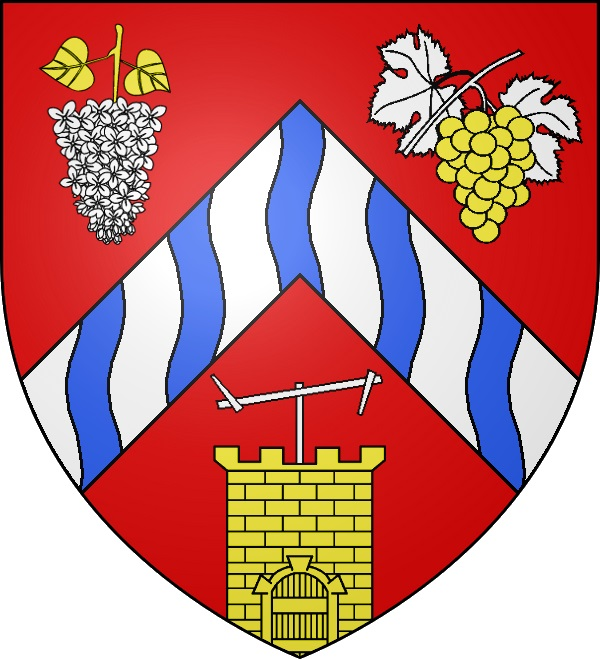
Blason du de Paris.

Logo du de Paris.

Le 20e arrondissement est le dernier des vingt arrondissements de Paris. Situé sur la rive droite de la Seine, il est bordé au nord par le 19e arrondissement, à l'est par les communes des Lilas, de Bagnolet, de Montreuil et de Saint-Mandé, au sud par le 12e arrondissement, à l'ouest par le 11e.
Aux termes de l'article R. 2512-1 du code général des collectivités territoriales (partie réglementaire), il porte également le nom d'« arrondissement de Ménilmontant », mais cette appellation est rarement employée dans la vie courante. On le surnomme parfois « la Montagne à Paris », parce que son altitude est plus élevée que celle des autres arrondissements (ses hauteurs surplombent Montmartre).

## Limites
Il est limité au Sud par le cours de Vincennes, à l'Ouest par les boulevards de Charonne, de Ménilmontant et de Belleville correspondant aux anciennes limites du mur des Fermiers généraux, au Nord par la rue de Belleville et l'avenue de la Porte-des-Lilas et à l'Est par les rues des Frères-Flavien, Évariste-Galois, Pierre-Soulié, Jean-Jaurès, avenues du Professeur-André-Lemierre, Benoît-Frachon, Léon-Gaumont, rue du Commandant-L'Herminier et l'avenue de la Porte-de-Vincennes.

## Blason
Le blason représente, à sa base, le télégraphe Chappe, expérimenté au cimetière de Belleville. Il est surmonté d’un chevron rayé d’ondulations bleues symbolisant les nombreux cours d’eau. Au-dessus sont représentées une fleur de lilas et une grappe de raisin, témoignant du passé campagnard de l’arrondissement.

## Historique
Le château de Ménilmontant, avec ses dépendances, absorbait le quart environ du 20e arrondissement actuel. Ce château était appelé au milieu du XVIIIe siècle le retrait Pompadour car la Madame de Pompadour le possédait et y séjournait de temps en temps. Dans un acte établissant la propriété d'un champ depuis 1768 on peut lire : « ... lopin de terre d'un quart d'arpent environ avec maisonnette, au lieu-dit les Montiboeufs, donné par Mme de Pompadour à Jeanne Mathurine Bécheux, gardeuse de moutons, pour lui faire une dot et qu'elle épouse son amoureux, Pierre Eustache Corterousse, nourrisseur à Charonne ». Le parc de Ménilmontant était limité au Sud-Est par un autre domaine appelé le Mont-Louis et qui appartenait aux pères jésuites et qui est devenu le cimetière du Père-Lachaise. Le chemin des Partants séparait le parc de Ménilmontant du Mont-Louis.
Au XVIIIe siècle, l'emplacement occupé par l'actuel 20e arrondissement était complété par la Ferme du Chanu, les vignobles des Panoyaux, et des Montiboeufs, le clos des Cendriers et les dépendances du parc du château de Saint-Fargeau dont le propriétaire était appelé, en raison de la vaste étendue de son domaine, Marquis de Carabas.
Ces terrains devinrent, en grande partie, propriétés nationales et furent achetés successivement par les fermiers ou domestiques des grands seigneurs qui les avaient possédés avant la Révolution.
Le 20e arrondissement est créé en 1859, sous le Second Empire, par l'annexion à Paris d'une partie de l'ancienne commune de Belleville située au sud de la rue de Belleville — Ménilmontant inclus —, d'une petite partie de la commune de Saint-Mandé et de la quasi-intégralité de l'ancienne commune de Charonne.

## Administration
Les personnalités exerçant une fonction élective dont le mandat est en cours et en lien direct avec le territoire du 20e arrondissement de Paris sont les suivantes :
| Élection     | Territoire                                                 | Titre                       | Nom               | Tendance politique | - | Début de mandat | Fin de mandat |
| ------------ | ---------------------------------------------------------- | --------------------------- | ----------------- | ------------------ | - | --------------- | ------------- |
| Municipales  | 20e arrdt de Paris                                         | Maire du 20e arrondissement | Éric Pliez        | apparenté PS       |   | 11 juillet 2020 | 2026          |
| Municipales  | Ville de Paris (14 conseillers de Paris dans le 20e arrdt) | Maire de Paris              | Anne Hidalgo      | PS                 |   | mars 2014       | 2026          |
| Législatives | 6e circonscription - 20e sud-ouest                         | Députée                     | Sophia Chikirou   | LFI                |   | 18 juillet 2024 | 2029          |
| Législatives | 8e circonscription - 20e sud                               | Députée                     | Éva Sas           | EELV               |   | 18 juillet 2024 | 2029          |
| Législatives | 15e circonscription - 20e est et nord                      | Députée                     | Danielle Simonnet | LFI                |   | 18 juillet 2024 | 2029          |

### Mairie d'arrondissement

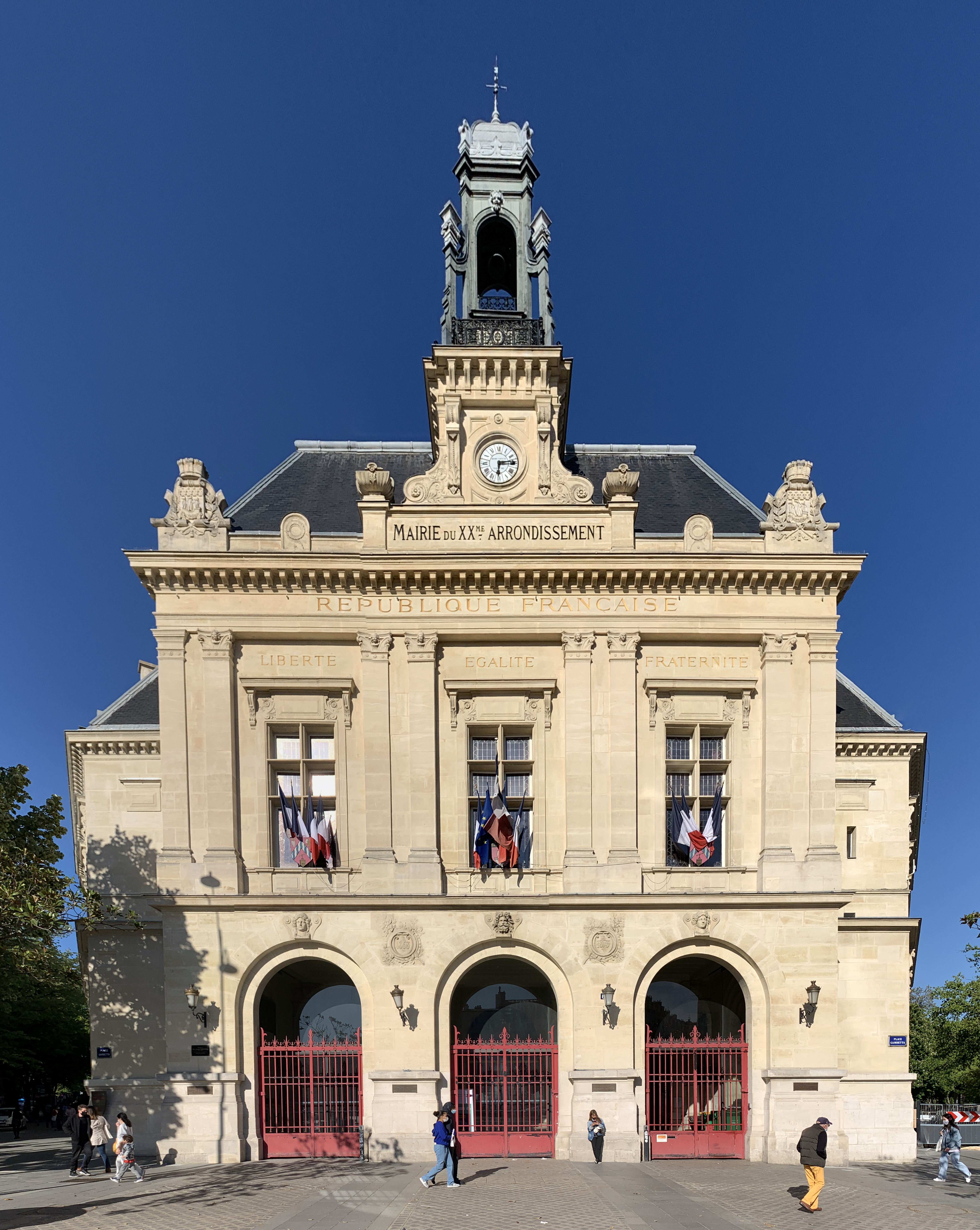
Mairie du.

### Représentation politique
(août 2025).
| Secteur       | Arrondissement | Conseillers de Paris | Conseillers de Paris | Conseillers de Paris | Conseillers d'arrondissement | Conseillers d'arrondissement | Conseillers d'arrondissement | Nombre d'élus par arrondissement | Nombre d'élus par arrondissement | Nombre d'élus par arrondissement | Habitants par conseiller de Paris | Habitants par conseiller de Paris |
| Secteur       | Arrondissement | de 1983 à 2014       | de 2014 à 2020       | depuis 2020          | avant 2014                   | de 2014 à 2020               | depuis 2020                  | avant 2014                       | de 2014 à 2020                   | depuis 2020                      | en 2015,                          | en 2021,                          |
| ------------- | -------------- | -------------------- | -------------------- | -------------------- | ---------------------------- | ---------------------------- | ---------------------------- | -------------------------------- | -------------------------------- | -------------------------------- | --------------------------------- | --------------------------------- |
| Paris Centre  | 1er            | 3                    | 1                    | 8                    | 10                           | 10                           | 16                           | 13                               | 11                               | 24                               | 16 545                            | 12 269                            |
| Paris Centre  | 2e             | 3                    | 2                    | 8                    | 10                           | 10                           | 16                           | 13                               | 12                               | 24                               | 10 398                            | 12 269                            |
| Paris Centre  | 3e             | 3                    | 3                    | 8                    | 10                           | 10                           | 16                           | 13                               | 13                               | 24                               | 11 683                            | 12 269                            |
| Paris Centre  | 4e             | 3                    | 2                    | 8                    | 10                           | 10                           | 16                           | 13                               | 12                               | 24                               | 13 573                            | 12 269                            |
| 5e            | 5e             | 4                    | 4                    | 4                    | 10                           | 10                           | 10                           | 14                               | 14                               | 14                               | 14 833                            | 14 210                            |
| 6e            | 6e             | 3                    | 3                    | 3                    | 10                           | 10                           | 10                           | 13                               | 13                               | 13                               | 14 143                            | 13 403                            |
| 7e            | 7e             | 5                    | 4                    | 4                    | 10                           | 10                           | 10                           | 15                               | 14                               | 14                               | 13 533                            | 11 987                            |
| 8e            | 8e             | 3                    | 3                    | 3                    | 10                           | 10                           | 10                           | 13                               | 13                               | 13                               | 12 231                            | 11 708                            |
| 9e            | 9e             | 4                    | 4                    | 4                    | 10                           | 10                           | 10                           | 14                               | 14                               | 14                               | 14 852                            | 14 738                            |
| 10e           | 10e            | 6                    | 7                    | 7                    | 12                           | 14                           | 14                           | 18                               | 21                               | 21                               | 13 110                            | 11 935                            |
| 11e           | 11e            | 11                   | 11                   | 11                   | 22                           | 22                           | 22                           | 33                               | 33                               | 33                               | 13 621                            | 12 962                            |
| 12e           | 12e            | 10                   | 10                   | 10                   | 20                           | 20                           | 20                           | 30                               | 30                               | 30                               | 14 234                            | 14 095                            |
| 13e           | 13e            | 13                   | 13                   | 13                   | 26                           | 26                           | 26                           | 39                               | 39                               | 39                               | 14 094                            | 13 719                            |
| 14e           | 14e            | 10                   | 10                   | 10                   | 20                           | 20                           | 20                           | 30                               | 30                               | 30                               | 13 999                            | 13 637                            |
| 15e           | 15e            | 17                   | 18                   | 18                   | 34                           | 36                           | 36                           | 51                               | 54                               | 54                               | 13 055                            | 12 653                            |
| 16e           | 16e            | 13                   | 13                   | 13                   | 26                           | 26                           | 26                           | 39                               | 39                               | 39                               | 12 730                            | 12 466                            |
| 17e           | 17e            | 13                   | 12                   | 12                   | 26                           | 24                           | 24                           | 39                               | 36                               | 36                               | 14 044                            | 13 701                            |
| 18e           | 18e            | 14                   | 15                   | 15                   | 28                           | 30                           | 30                           | 42                               | 45                               | 45                               | 13 172                            | 12 563                            |
| 19e           | 19e            | 12                   | 14                   | 14                   | 24                           | 28                           | 28                           | 36                               | 42                               | 42                               | 13 261                            | 12 973                            |
| 20e           | 20e            | 13                   | 14                   | 14                   | 26                           | 28                           | 28                           | 39                               | 42                               | 42                               | 13 968                            | 13 558                            |
| Nombre d'élus | Nombre d'élus  | 163                  | 163                  | 163                  | 354                          | 364                          | 340                          | 517                              | 527                              | 503                              | 13 537                            | 13 087                            |

- Sous-représentation supérieure de 5 % à la moyenne.
- Sur-représentation supérieure de 5 % à la moyenne.

### Conseillers de Paris du20earrondissement
Les conseillers de Paris élus dans le 20e arrondissement sont au nombre de 14 : 
- 5 du groupe Parti socialiste - Paris en commun (Thomas Chevandier, Lamia El Aaraje, Geneviève Garrigos, Eric Pliez et Hamidou Samake)
- 3 du groupe EELV (Jérôme Gleizes, Antoinette Guhl et Emmanuelle Rivier),
- 2 du groupe Parti communiste (Raphaëlle Primet et Jacques Baudrier), 2 du groupe Génération.s (Frédéric Hocquard et Nathalie Maquoi),
- 1 non inscrite et membre de LFI (Danielle Simonnet),
- 1 du groupe LR - Changer Paris (François-Marie Didier).

### Députés
Le 20e arrondissement se partage entre la 15e circonscription, qui comprend la plus grande partie de l'arrondissement, et la 6e circonscription, qui rassemble une partie du 11e arrondissement (Folie-Méricourt-Saint-Ambroise) et, dans le 20e, le quartier de Belleville et une partie du quartier du Père-Lachaise.

#### 15ecirconscription
- 1958-1962 : Roger Pinoteau (CNI)
- 1962-1967 : Marc Saintout (UNR)
- 1967-1968 : Claire Vergnaud (PCF)
- 1968-1973 : Roland Carter (UDR)
- 1973-1978 : Daniel Dalbera (PCF)
- 1978-1981 : Didier Bariani (UDF)
- 1981-1986 : Michel Charzat (PS)
- 1986-1988 : scrutin par liste
- 1988-1993 : Michel Charzat (PS)
- 1993-1997 : Didier Bariani (UDF)
- 1997-1999 : Véronique Carrion-Bastok (PS)
- 1999-2007 : Michel Charzat (PS)
- 2007-2020 : George Pau-Langevin (PS)
- 2021-2022 : Lamia El Aaraje (PS)
- Depuis 2022 : Danielle Simonnet (LFI)

#### 6ecirconscription
- 1988-2002 : Georges Sarre (PS, puis MDC à partir de 1993)
- 2002-2014 : Danièle Hoffman-Rispal (PS), suppléante de Cécile Duflot de 2012 à 2014
- 2014-2017 : Cécile Duflot (EELV)
- 2017-2022 : Pierre Person (LREM)
- Depuis 2022 : Sophia Chikirou (LFI)

### Politique nationale
| Scrutin             | Scrutin             | 1er tour | 1er tour  | 1er tour | 1er tour | 1er tour | 1er tour | 1er tour | 1er tour | 1er tour | 1er tour | 1er tour | 1er tour | 2d tour | 2d tour   | 2d tour | 2d tour | 2d tour  | 2d tour |
| Scrutin             | Scrutin             | 1er      | 1er       | %        | 2e       | 2e       | %        | 3e       | 3e       | %        | 4e       | 4e       | %        | 1er     | 1er       | %       | 2e      | 2e       | %       |
| ------------------- | ------------------- | -------- | --------- | -------- | -------- | -------- | -------- | -------- | -------- | -------- | -------- | -------- | -------- | ------- | --------- | ------- | ------- | -------- | ------- |
| Présidentielle 2017 | Présidentielle 2017 |          | LFI       | 31,83    |          | EM       | 30,59    |          | PS       | 13,92    |          | LR       | 12,78    |         | EM        | 90,00   |         | FN       | 10,00   |
| Présidentielle 2022 | Présidentielle 2022 |          | LFI       | 47,17    |          | LREM     | 23,71    |          | EELV     | 7,67     |          | RN       | 5,56     |         | LREM      | 85,87   |         | RN       | 14,13   |
| Législatives 2022   | 6e                  |          | LFI-Nupes | 58,45    |          | PS diss. | 17,87    |          | LREM-Ens | 15,83    |          | LR       | 6,02     |         | LFI       | 58,45   |         | PS diss. | 41,55   |
| Législatives 2024   | 6e                  |          | LFI diss. | 41,87    |          | LFI-NFP  | 22,87    |          | Ren-Ens  | 16,22    |          | RN       | 9,01     |         | LFI diss. | 74,19   |         | LFI-NFP  | 25,81   |

## Démographie
En 2020, la population de l'arrondissement est de 192 120 habitants sur 598 hectares, soit 32 127 hab/km2. C'est le deuxième arrondissement parisien au regard de la population, après le 15e. Entre 1999 et 2006, la hausse de population est de 10 300 habitants, soit la deuxième hausse après celle du 19e arrondissement et près d'un cinquième de la hausse parisienne.
| Année (recensement national) | Population | Densité (hab. par km2) |
| ---------------------------- | ---------- | ---------------------- |
| 1861                         | 70 060     |                        |
| 1866                         | 87 444     |                        |
| 1872                         | 90 158     |                        |
| 1936 (pic de population)     | 208 115    | 34 779                 |
| 1954                         | 199 880    | 33 425                 |
| 1962                         | 199 310    | 33 307                 |
| 1968                         | 188 921    | 31 571                 |
| 1975                         | 175 795    | 29 378                 |
| 1982                         | 171 971    | 28 738                 |
| 1990                         | 184 478    | 30 829                 |
| 1999                         | 182 952    | 30 594                 |
| 2010                         | 195 303    | 32 659                 |
| 2012                         | 198 678    | 33 224                 |
| 2017                         | 196 739    | 32 899                 |
| 2020                         | 192 120    | 32 127                 |

### Population par quartier
- Population du quartier de Belleville (superficie : 80,7 hectares)

| Année | Population | Densité (hab. par km²) | Croissance annuelle depuis le dernier recensement |
| ----- | ---------- | ---------------------- | ------------------------------------------------- |
| 1861  | 23 687     | 29 352                 | création                                          |
| 1954  | 49 857     |                        |                                                   |
| 1962  | 44 989     |                        |                                                   |
| 1968  | 42 109     |                        |                                                   |
| 1975  | 37 775     |                        |                                                   |
| 1982  | 34 304     |                        |                                                   |
| 1990  | 35 529     |                        |                                                   |
| 1999  | 35 773     | 44 328                 |                                                   |

- Population du quartier Saint-Fargeau (superficie : 148,7 hectares)

| Année | Population | Densité (hab. par km²) | Croissance annuelle depuis le dernier recensement |
| ----- | ---------- | ---------------------- | ------------------------------------------------- |
| 1861  | 2 855      | 1 920                  | création                                          |
| 1954  | 35 216     |                        |                                                   |
| 1962  | 38 176     |                        |                                                   |
| 1968  | 37 309     |                        |                                                   |
| 1975  | 39 285     |                        |                                                   |
| 1982  | 41 756     |                        |                                                   |
| 1990  | 41 687     |                        |                                                   |
| 1999  | 42 087     | 28 303                 |                                                   |

- Population du quartier du Père-Lachaise (superficie : 159,9 hectares)

| Année | Population | Densité (hab. par km²) | Croissance annuelle depuis le dernier recensement |
| ----- | ---------- | ---------------------- | ------------------------------------------------- |
| 1861  | 13 070     | 8 174                  | création                                          |
| 1954  | 55 694     |                        |                                                   |
| 1962  | 51 921     |                        |                                                   |
| 1968  | 47 298     |                        |                                                   |
| 1975  | 41 135     |                        |                                                   |
| 1982  | 39 348     |                        |                                                   |
| 1990  | 42 611     |                        |                                                   |
| 1999  | 42 332     | 26 474                 |                                                   |

- Population du quartier de Charonne (superficie : 209,1 hectares)

| Année | Population | Densité (hab. par km²) | Croissance annuelle depuis le dernier recensement |
| ----- | ---------- | ---------------------- | ------------------------------------------------- |
| 1861  | 7 327      | 3 504                  | création                                          |
| 1954  | 59 113     |                        |                                                   |
| 1962  | 64 573     |                        |                                                   |
| 1968  | 62 409     |                        |                                                   |
| 1975  | 57 260     |                        |                                                   |
| 1982  | 56 404     |                        |                                                   |
| 1990  | 64 583     |                        |                                                   |
| 1999  | 62 901     | 30 082                 |                                                   |

## Géographie

### Quartiers administratifs

Les quartiers du.

Comme chaque arrondissement parisien, le 20e est divisé en quatre quartiers administratifs, disposant anciennement chacun d'un commissariat de police :
1. Quartier de Belleville (77e quartier de Paris)
2. Quartier Saint-Fargeau (78e quartier de Paris)
3. Quartier du Père-Lachaise (79e quartier de Paris)
4. Quartier de Charonne (80e quartier de Paris)

### Quartiers au sens commun
L'ancien village de Ménilmontant correspond à une partie des quartiers de Belleville et Saint-Fargeau.
Le quartier des Amandiers, surnommé La Banane depuis les années 2000, est situé dans le 20e arrondissement, au sein du quartier administratif du Père-Lachaise.

### Voies du20earrondissement

#### Principales rues et voies
|  | - avenue Gambetta - boulevard de Charonne - boulevard Davout - boulevard de Ménilmontant - boulevard Mortier - cours de Vincennes | - place Gambetta - place Édith-Piaf - place de la Réunion - porte de Vincennes - rue Achille - rue d'Avron | - rue de Bagnolet - rue Belgrand - rue de Belleville - rue de la Bidassoa - rue Alexandre-Dumas - rue des Gâtines | - rue des Grands-Champs - rue des Orteaux - rue de Ménilmontant - rue du Pressoir - rue des Pyrénées - rue du Repos - rue Saint-Fargeau - rue Villiers-de-l'Isle-Adam - rue du Volga |

## Bâtiments et installations

### Monuments et lieux remarquables
- Cimetière du Père-Lachaise
- Église Notre-Dame-de-la-Croix

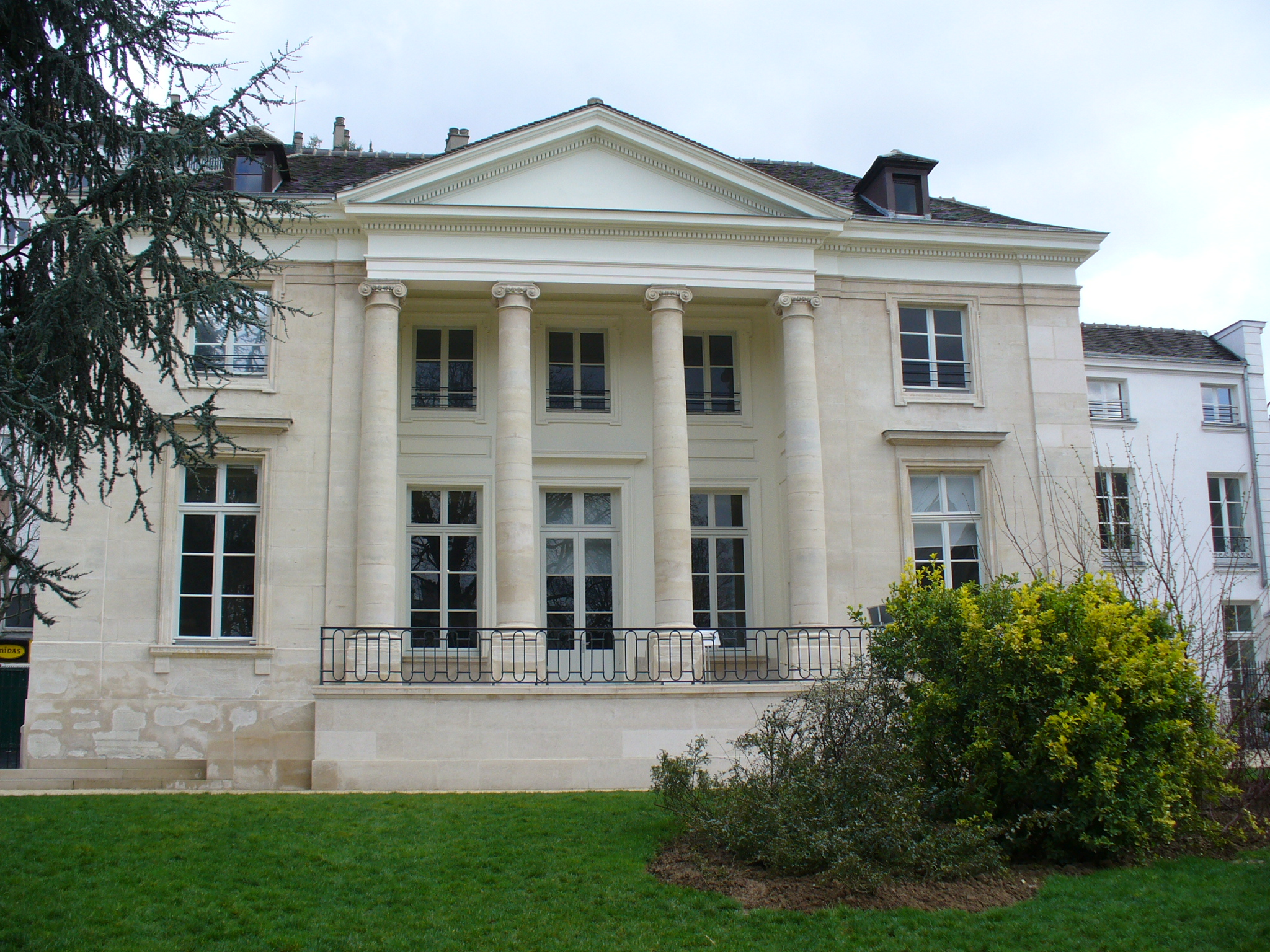
Pavillon Carré de Beaudoin.

- Église Saint-Germain de Charonne, cimetière de Charonne
- Cimetière de Belleville
- Pavillon Carré de Baudouin
- Pavillon de l'Ermitage (1723--27) seul vestige de l'ancien château de Bagnolet
- Dispensaire Jouye-Rouve-et-Tanies, 190, rue des Pyrénées et rue Stendhal, par l'architecte Louis Bonnier
- L'ancien Atelier jeunesse de France de Le Corbusier, actuel immeuble des 9 et 11 rue Le Bua

### Bâtiments officiels
- Mairie du 20e arrondissement de Paris, place Gambetta
- Commissariat central du 20e arrondissement, 3, rue des Gâtines

### Hôpitaux
- Hôpital Tenon, rue de la Chine
- Hôpital de la Croix Saint-Simon, rue d'Avron

### Établissements scolaires et universitaires
- Autograf, 33 rue Saint-Blaise

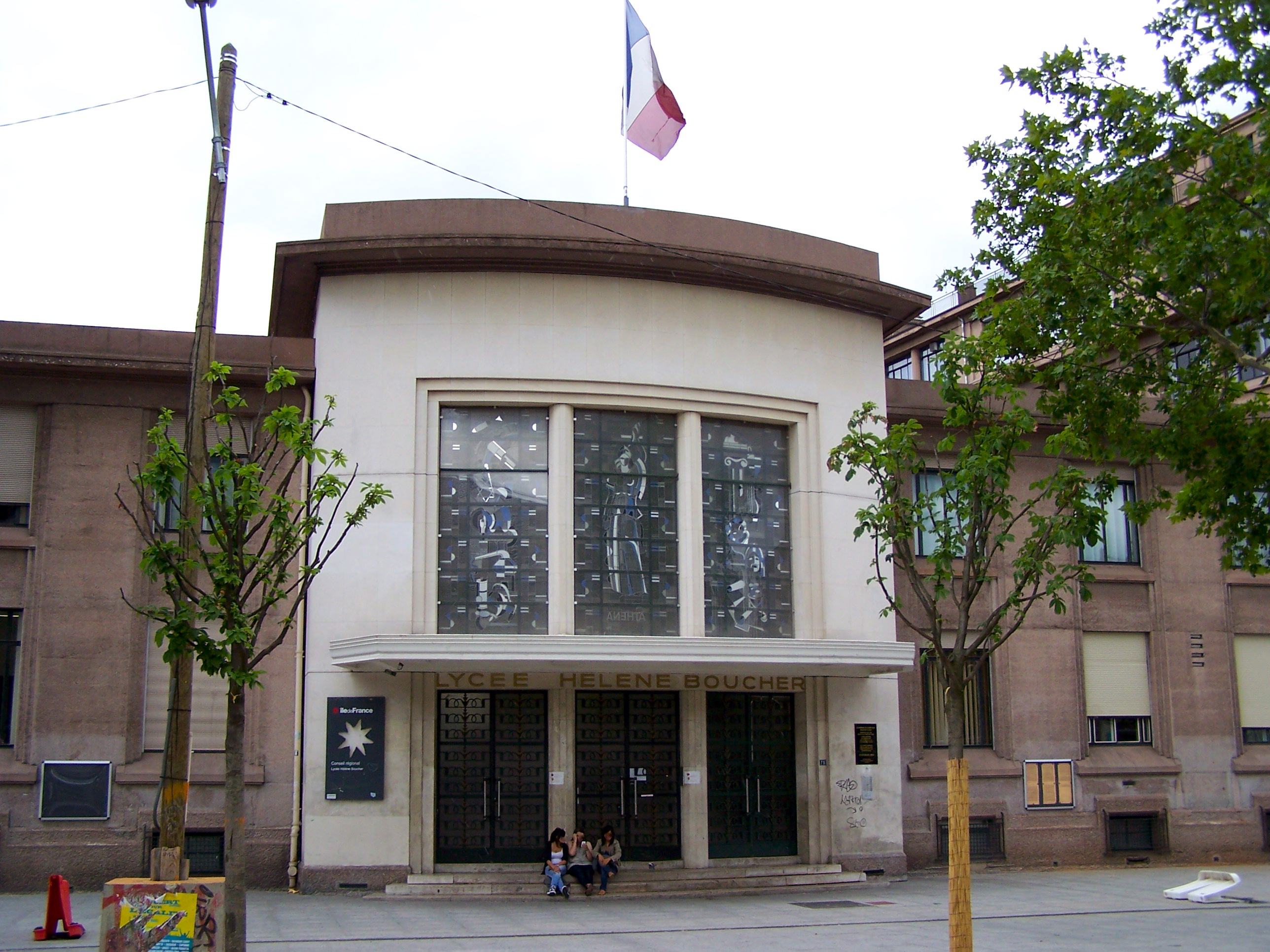
Lycée Hélène-Boucher.

- Collège Flora-Tristan, 4 rue Galleron
- Collège Henri-Matisse, 3 rue Vitruve
- Collège Jean-Perrin, 6 rue Eugene-Reisz
- Collège Léon-Gambetta, 149 avenue Gambetta
- Collège Robert-Doisneau, 51 Rue des Panoyaux
- Collège Colette-Besson, 9 rue des Panoyaux
- Collège Pierre-Mendès-France, 24 rue Le Vau
- Collège Françoise-Dolto, 354 rue des Pyrénées
- Collège Jean-Baptiste-Clément, 26 rue Henri-Chevreau
- Collège Lucie-Faure, rue des Pyrénées
- Collège Saint-Blaise, 4 rue Galleron
- Collège Sainte-Louise, 29 rue des Envierges
- École dentaire française, 3 rue de l'Est
- École élémentaire publique, 1 rue Levert
- École élémentaire publique, 9 rue Bretonneau
- École élémentaire des Amandiers (publique), 111 rue des Amandiers
- École élémentaire Lesseps (publique), 9-11 rue de Lesseps
- École élémentaire Maurice-Chevalier (publique), 16 rue Julien-Lacroix
- École Vitruve, 3 passage Josseaume
- Faculté libre d'éthiopathie de Paris, 44 rue de l'Ermitage
- ESA (Ecole Supérieure d'Assurance), 13 rue Fernand-Léger
- Institut national de la kinésithérapie (INK), 3 rue Lespagnol
- Institut technique informatique et commercial (ITIC), 190 bis, boulevard de Charonne
- Lycée Hélène-Boucher, 75 cours de Vincennes
- Lycée Maurice-Ravel, 89 cours de Vincennes
- Lycée professionnel Étienne-Dolet, 7 rue Eupatoria
- Lycée professionnel Charles-de-Gaulle, 17 rue Ligner
- Lycée polyvalent Martin-Nadaud, 23 rue de la Bidassoa

### Lieux de cultes

#### Culte catholique
- Chapelle du Père-Lachaise
- Chapelle Saint-Charles de la Croix-Saint-Simon, 16 bis rue de la Croix-Saint-Simon
- Église du Cœur-Eucharistique-de-Jésus, 22 rue du Lieutenant-Chauré
- Église Notre-Dame-de-Lourdes, 130, rue Pelleport
- Église Notre-Dame-de-la-Croix de Ménilmontant, 3 place de Ménilmontant
- Église Notre-Dame-des-Otages, 31 rue du Borrégo
- Église Saint-Gabriel, 5 rue des Pyrénées
- Église Saint-Germain de Charonne, 4 place Saint-Blaise
- Église Saint-Jean-Bosco, 79 rue Alexandre-Dumas
- Église Saint-Cyrille-Saint-Méthode

#### Culte protestant
- Temple protestant de Béthanie, 185 rue des Pyrénées
- Temple protestant de Belleville, 97 rue Julien-Lacroix
- Église protestante évangélique de Télégraphe, 36 bis rue du Borrégo[18]

#### Culte copte
- Église Notre-Dame-des-Coptes[19], 22 rue de l'Est

#### Culte islamique
- Mosquée des Comoriens

#### Culte israélite
- Synagogue Nahalat Yeochoua, 98, rue de la Réunion
- Synagogue de Belleville
- Synagogue Julien-Lacroix, 75, rue Julien-Lacroix
- Synagogue de la rue du Surmelin
- Synagogue Ohr Binyamin, rue Pelleport
- Synagogue DorVador, 10, rue du Cambodge

### Complexes sportifs
Une piscine olympique :
- la piscine Georges-Vallerey

Les stades :
- Le stade Déjerine, stade historique de Paris FC, qui évolue aujourd'hui en Ligue 2 au stade Charléty.
- Le centre sportif Louis-Lumière
- Le centre sportif Maryse-Hilsz
- Le centre sportif de la Porte de Bagnolet

Les terrains de sports :
- T.E.P. des Amandiers, 19 rue des Cendriers
- T.E.P. Davout, 134 boulevard Davout
- T.E.P. des Haies, 41 rue des Haies
- T.E.P. Saint-Blaise; 13 rue Mouraud
- T.E.P. Lagny, 21 rue de Lagny

### Espaces verts

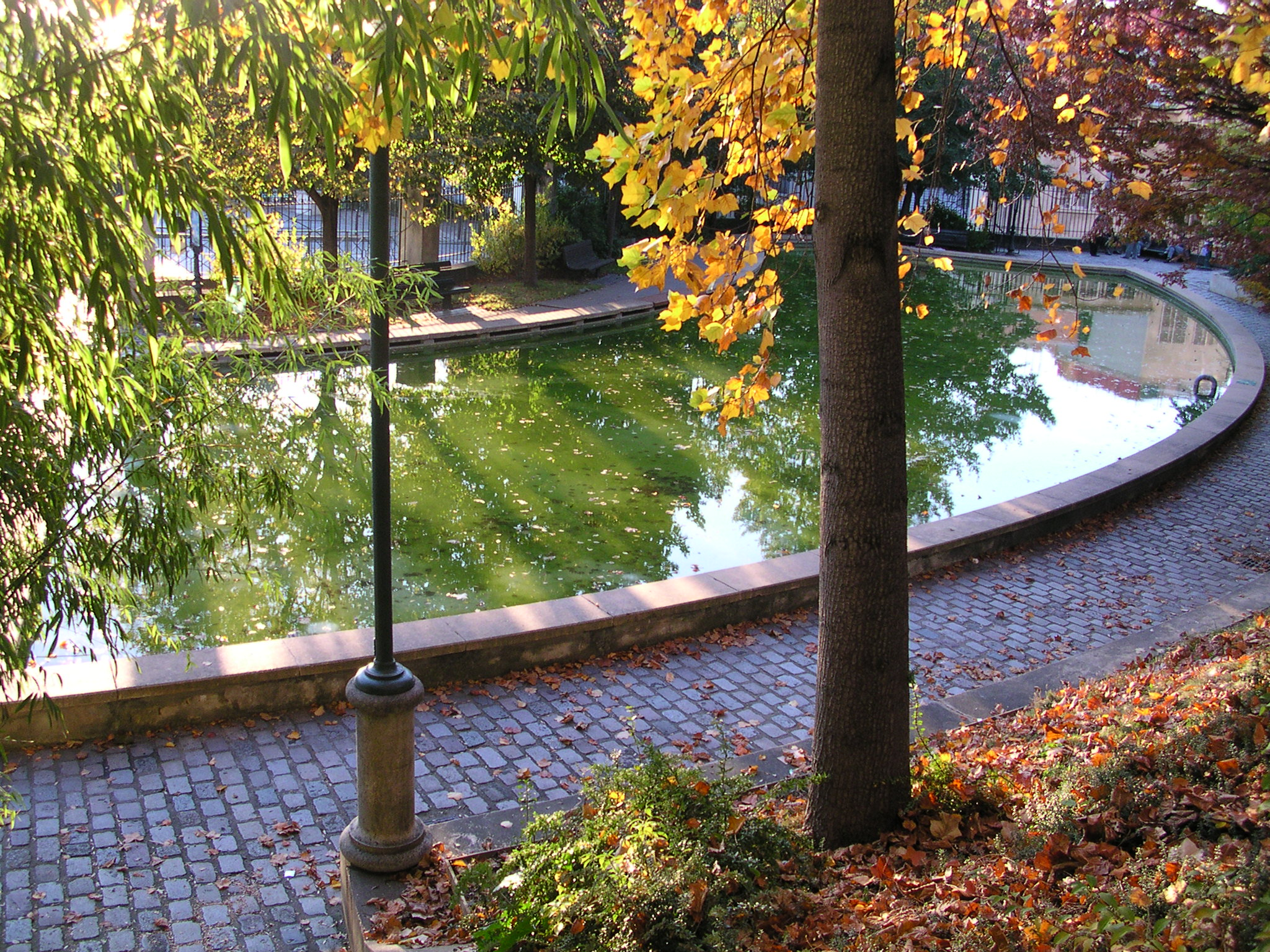
Parc de Belleville.

#### Jardins et parcs
- Jardin Carré-de-Baudouin
- Jardin Casque-d'Or
- Jardin Debrousse
- Jardin Jane-Avril
- Jardin Janis-Joplin
- Jardin de la Gare-de-Charonne
- Jardin naturel Pierre-Emmanuel
- Jardin Nicole
- Jardin Gabriële-Buffet
- Jardin Paule-Minck
- Jardin Toussaint-Louverture
- Parc de Belleville
- Parc Aretha-Franklin

#### Squares
- Square du Docteur-Variot
- Square Emmanuel-Fleury
- Square Emily-Dickinson (anciennement appelé « Square des Ormeaux »)
- Square Réjane
- Square Sarah-Bernhardt
- Square du Sergent-Aurélie-Salel
- Square Séverine
- Square des Saint-Simoniens
- Jardin Samuel-de-Champlain
- Square Édouard-Vaillant
- Square Ménilmontant
- etc.

## Économie et tourisme
L'activité touristique dans le 20e arrondissement repose essentiellement sur la visite du cimetière du Père-Lachaise, connu pour ses locataires célèbres.

### Revenus de la population et fiscalité
En 2011, le revenu fiscal médian par ménage était de 28 974 €, ce qui place le 20e arrondissement au 18e rang parmi les 20 arrondissements de Paris.

## Culture

### Bibliothèques
- Bibliothèque municipale Assia Djebar, 1 Rue Reynaldo-Hahn,
- Bibliothèque municipale Couronnes, 66 rue des Couronnes
- Bibliothèque municipale Louise-Michel, 29-35 rue des Haies
- Médiathèque municipale Marguerite-Duras, 115 rue de Bagnolet
- Bibliothèque municipale Mortier, 109 boulevard Mortier
- Bibliothèque municipale Oscar-Wilde, 12 rue du Télégraphe
- Bibliothèque municipale Sorbier, 17 rue Sorbier
- Bibliothèque historique des Postes et des Télécommunications, 89 rue Pelleport

### Musées
- Maison de l'air, parc de Belleville, 47 rue des Couronnes
- Espace Monte-Cristo, 9 rue Monte-Cristo

### Cinémas
- Étoile Lilas, place Maquis du Vercors
- MK2 Gambetta, rue Belgrand

### Théâtres
- Théâtre aux Mains nues, 7 square des cardeurs et 45 rue du Clos.
- Théâtre de l'Est parisien, 159 avenue Gambetta
- Théâtre national de la Colline, 15 rue Malte-Brun
- Vingtième théâtre, 7 rue des Plâtrières
- Théâtre Les Enfants terribles, 157 rue Pelleport
- Théâtre de Ménilmontant, 15 rue du Retrait
- Théâtre Popul'Air, 36 rue Henri-Chevreau
- L'Ogresse (marionnettes), 4 rue des Prairies
- Les Rendez-vous d'ailleurs, 107 rue des Haies
- Théâtre de l'Écho, 31-33 rue des Orteaux
- Théâtre du Chaos, 7 rue Henri-Poincaré

### Journalisme
- L'Ami du 20e
- Mon Petit 20e

### Cafés-restaurants-concerts
- La Bellevilloise, 19 rue Boyer
- La Maroquinerie, 23 rue Boyer
- La Flèche d'or, 102 bis rue de Bagnolet,
- Studio de l'Ermitage, 8 rue de l'Ermitage
- Le café-restaurant Le Lieu-dit, 6 rue Sorbier, un endroit notamment réputé pour être un lieu de discussions critiques[21] ou avoir été une base arrière de Nuit debout[22]

## Personnalités de l'arrondissement

### Personnalités par domaines d'activités
Architectes et urbanistes
- Arsène Lejeune (1866-1938) a construit la plupart des immeubles du quartier autour de la rue Belgrand.

Artistes
- Chantal Akerman (1950-2015), cinéaste belge, habitait l'arrondissement. L'allée Chantal-Akerman porte son nom dans son quartier.
- Marie Frileux (1854-1936), dramaturge et directrice du théâtre de Belleville (1902-1907)
- Maurice Chevalier (1888-1972), chanteur et acteur français
- Léon Schwarz-Abrys (1905-1990), artiste peintre
- Willy Ronis (1910-2009), photographe, a publié un livre intitulé Belleville-Ménilmontant
- Édith Piaf (1915-1963, chanteuse, née au 72, rue de Belleville (plaque indicative), statue place Édith-Piaf
- André Duret (1921), peintre
- Robert Saint-Cricq (1924-2020), artiste peintre, a vécu au 4, place de la Porte-de-Bagnolet
- Frédéric Menguy (1927-2007), artiste peintre
- Serge Gainsbourg (1928-1991), chanteur français, a passé son enfance rue de la Chine
- Barbara (1930-1997), chanteuse, a vécu de 1946 à 1959 au 50, rue Vitruve (plaque indicative inaugurée en 2002)
- Anne Sylvestre (1934-2020), chanteuse
- Guy Marchand (1937-2023), acteur, chanteur et musicien
- Eddy Mitchell (1942), chanteur et comédien
- Jacques Flèchemuller (1945), artiste peintre, a vécu au 5, rue des Envierges
- Jean-Michel Ribes (1946), metteur en scène de théâtre
- Jacques Cauda (1955), artiste peintre
- Jean-François Zygel (1960), pianiste et compositeur français
- Marie Trintignant (1962-2003), actrice, a habité rue de la Mare
- Lacrim, rappeur, y est né
- Claudine Loquen (1965), artiste peintre, a vécu de 1990 à 1994 au 166, rue de Bagnolet
- Raymond Georgein (1920-1999), artiste peintre, avait son atelier-domicile situé au 27 rue de la Py à Paris[23].
- Bernard Cavanna (1951), compositeur, habite rue du Transvaal depuis 1994

Écrivains
- Guy Debord (1931-1994), théoricien situationniste, cinéaste, poète, révolutionnaire, né au 166 rue de Bagnolet
- Georges Perec (1936-1982), écrivain français, né au 24 rue Vilin
- Daniel Pennac (1944), romancier, dramaturge et professeur de français dont l'ensemble de la Saga Malaussène se déroule à Belleville

Gastronomie
- Thierry Marx, cuisinier

Hommes et femmes politiques
- Léon Gambetta (1838-1882), député radical du 20e arrondissement, futur président du Conseil
- Léon Blum (1872-1950), député socialiste du 20e arrondissement, futur président du Conseil
- Marcel Déat (1894-1955), député socialiste du 20e arrondissement (élu en 1932 en battant le communiste Jacques Duclos), futur ministre du régime de Vichy
- Jacques Duclos (1896-1975), député communiste du 20e arrondissement (élu en 1928 en battant le socialiste Léon Blum)
- Lucienne Clément de L’Épine (1911-1995) résistante ayant sauvé 182 enfants juifs
- Lucien Villa (1922-2018), député communiste du 20e arrondissement (élu des quartiers Père-Lachaise et Charonne)
- Henri Malberg (1930-2017), conseiller municipal communiste du 20e arrondissement
- Didier Bariani (1943), secrétaire d'État aux affaires étrangères (1986-1988), député UDF (1978-1981 et 1993-1997) et maire (1983-1995) du 20e arrondissement
- Alain Riou (1953-2004), conseiller de Paris socialiste puis Vert, élu du 20e arrondissement
- David Assouline (1959), sénateur socialiste et conseiller de Paris, élu du 20e arrondissement
- Denis Baupin (1962), adjoint Europe Écologie Les Verts au maire de Paris, élu du 20e arrondissement

Inventeurs
- Henri Gautreau (1859-1947) industriel, inventeur-fabricant d'ustensiles de cuisine et ménage, primé au premier Salon des arts ménagers en 1923

Militaires
- Louis Claude du Chastel (1772-1850), maréchal de camp, mort à Charonne
- Juan-José Espana (1909-2000), né dans l'arrondissement, compagnon de la Libération[24].

Scientifiques
- Les frères Claude Chappe et Ignace Chappe , inventeurs du télégraphe
- Albert Besson (1896-1965), médecin hygiéniste, conseiller municipal de Saint-Fargeau dans les années 1930

Sportifs
- Christophe Gagliano (1967), judoka français, médaillé olympique en 1996.
- Lassana Diarra (1985), footballeur français d'origine malienne qui évolue au poste de milieu récupérateur, ancien joueur au sein du Paris Saint-Germain, aujourd'hui à la retraite[25].
- Mamadou Sakho (1990), footballeur français qui évolue au poste de défenseur central, ancien joueur du Paris Saint-Germain qui joue actuellement au Torpedo Koutaïssi[26]
- Ludovic Besson (1998), athlète français.

## Transports

### Réseau ferré

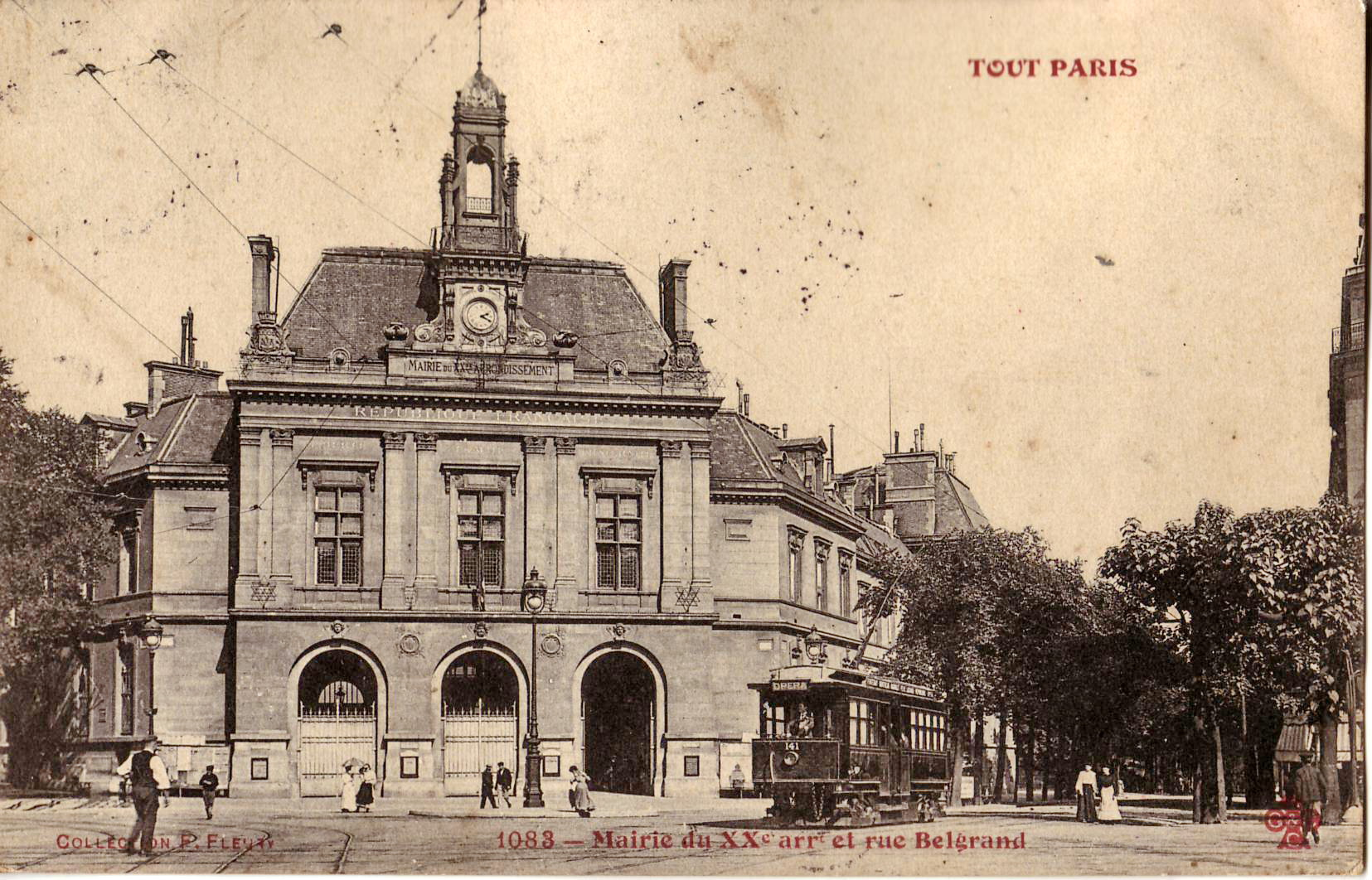
La place Gambetta est desservie depuis le début du XX par le réseau de transports de la capitale.
On voit ici un tramway de l'Est Parisien, lointain ancêtre de la RATP, devant la mairie du et en direction de Opéra.

L'arrondissement comprend 19 stations et est desservi par 6 lignes de métro, dont une, la  , qui est entièrement comprise dans l'arrondissement :
- (Porte de Vincennes).
- (Belleville, Couronnes, Ménilmontant, Père Lachaise, Philippe Auguste, Alexandre Dumas et Avron).
- (Père Lachaise, Gambetta et Porte de Bagnolet).
- (Gambetta, Pelleport, Saint-Fargeau et Porte des Lilas).
- (Buzenval, Maraîchers et Porte de Montreuil).
- (Belleville, Pyrénées, Jourdain, Télégraphe et Porte des Lilas).

### Bus
L'arrondissement est desservi par 15 lignes du réseau de bus RATP : 20, 26, 48, 56, 57, 60, 61, 64, 69, 71, 76, 86, 96, 102, 105, 115, 170, 202, 215, 249, 351 et Traverse de Charonne.
Le dépôt de bus RATP de Lagny, ouvert en 1905, se trouve actuellement 18 rue des Pyrénées. Il a été reconstruit, en partie en souterrain, et a ouvert en juillet 2015. L'entrée se fait rue de Lagny.

### Vélib'
- 11, rue Malte-Brun
- 13, rue des Gâtines
- 44-46, avenue Gambetta
- 2, rue de l'Indre
- 2, rue Haxo
- 44, rue Pelleport
- 2, rue Orfila
- 69, rue Saint-Blaise
- 33, rue des Pyrénées
- 73, rue des Pyrénées
- 103, rue des Pyrénées
- 114 bis, rue des Pyrénées
- 183, rue des Pyrénées
- 100, rue des Orteaux
- 2, rue des Rasselins
- 52, rue de Buzenval
- 4, rue de la Réunion
- 48, boulevard de Charonne
- 77, boulevard de Charonne
- 142, boulevard de Charonne
- 44 bis, rue de Bagnolet
- 98, rue Vitruve

### Tramway
Une ligne de tramway dénommée T3b relie la porte de Vincennes à la porte de la Chapelle, puis à la porte Dauphine. Il traverse le 20e en suivant le boulevard des Maréchaux. Sept nouvelles stations sont créées aux endroits suivants : Porte de Vincennes, Porte de Montreuil, Marie de Miribel, Porte de Bagnolet, Séverine, Adrienne Bolland et Porte des Lilas.
La ligne est mise en service le 15 décembre 2012.